# Дмитрий Донской (проекта 955)
«Дмитрий Донской»  — российская атомная подводная лодка стратегического назначения, относящаяся к 4-му поколению. Девятая АПЛ проекта 955 «Борей» и шестая,строящаяся по модернизированному проекту 955А «Борей-А». Подводная лодка названа в честь русского великого князя Дмитрия Донского, имя передано от ТРПКСН ТК-208 проекта 941 «Акула».

## История строительства
Строительство было начато 23 августа 2021 года в Северодвинске на ОАО «Севмаш» по проекту ЦКБ "Рубин".
Спуск на воду планируется осуществить в 2025 году.